# Прадацо (Кремона)
Прадацо је насеље у Италији у округу Кремона, региону Ломбардија.
Према процени из 2011. у насељу је живело 104 становника. Насеље се налази на надморској висини од 69 м.